# 中央投票站
在法国，当一个选区内设有多个投票站时，便会设立一个中央投票站（法語： 或 ）。自2015年法国省级选举（法国在2014年县份改革后的首次省级选举，在此次改革中，县的行政区属性被取消）之后，“中央投票站”一称取代了之前的“县行政中心”（chef-lieu de canton）。

## 流程
计票首先由各投票站进行，并根据选举法第R.67条规定进行记录。然后，每个投票站的站长及工作人员将两份会议记录和附件移交给中央投票站，其负责在其他投票站站长在场的情况下进行总计票。
各投票站的结果及所附文件在任何情况下均不得修改。在选民在场的情况下，起草一式两份的摘要报告，由中央投票站工作人员、候选人代表以及其他投票站站长签署。
投票结果随后由中央投票站站长公开宣读，随即由市长张贴公示。